# كاليستو (أسطورة)

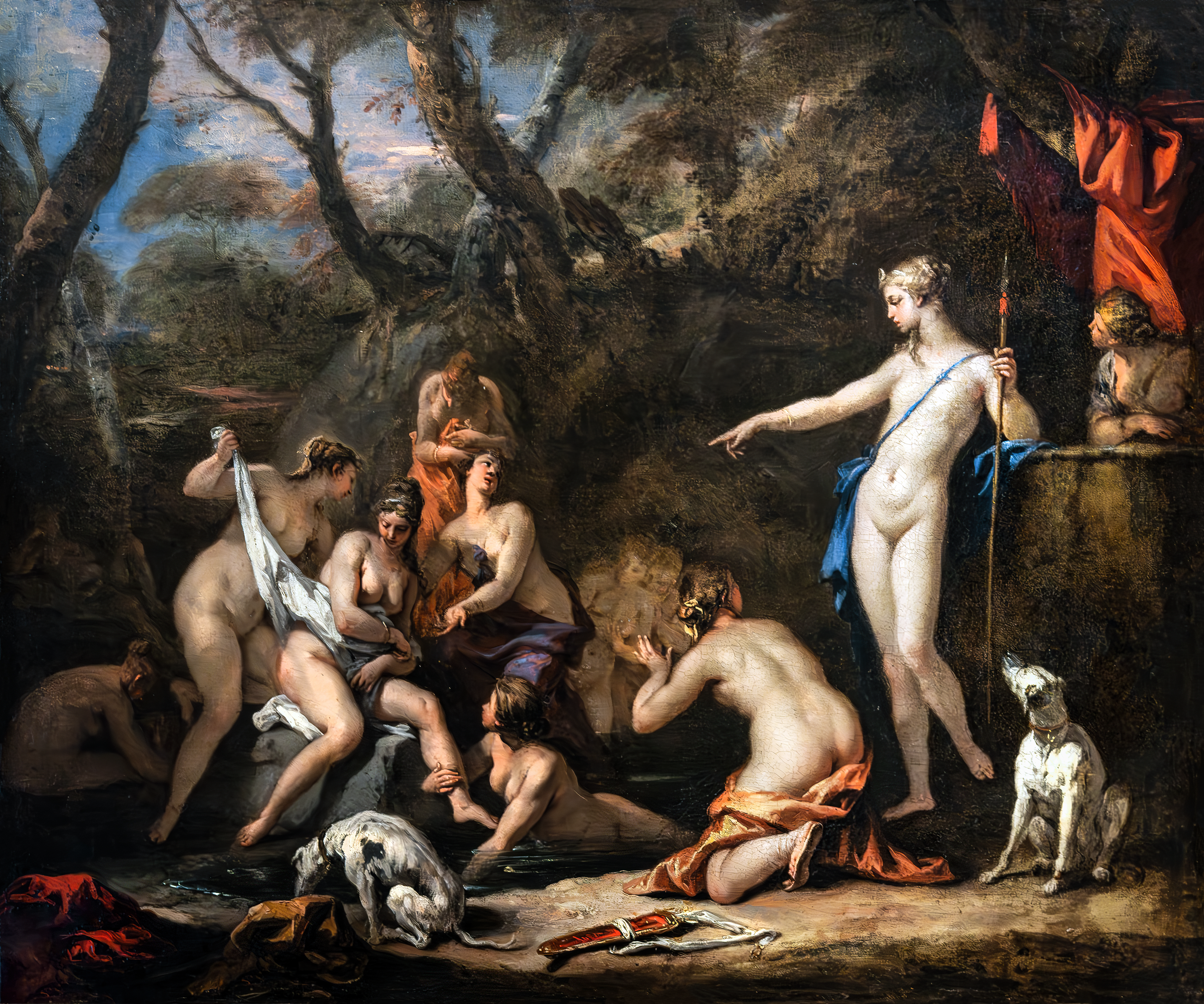

كاليستو (باليونانية: Callisto)‏ هي حورية في الأساطير الإغريقية وابنة الملك لياكون، الأساطير تذكر لها عدة حكايات بكونها رفيقة أرتميس وديانا في الأساطير الرومانية وكونها رفيقة زيوس في الأساطير الإغريقية وذكر أنها حولت شكلها إلى أرتميس لكي تجذب زيوس وأنها حولت نفسها أيضاً إلى دب وأثناء ذلك قام ابنها أركاس بقتلها بالخطأ عندما كان يصيد حينما كانت متحولة إلى دب. تم تسمية القمر الرابع لكوكب المشتري باسمها نسبةً لها.